# Batiergins
Els batiergins (Bathyerginae) són una subfamília de rosegadors africans de la família de les rates talp. Viuen a l'Àfrica subsahariana. Els animals d'aquest grup tenen un estil de vida subterrani i solitari. Totes les espècies de rates talps vivents pertanyen a aquest grup, tret de la rata talp nua, que es classifica a la subfamília dels heterocefalins.